# جون تايلور (سياسي بريطاني)
جون تايلور (بالإنجليزية: John Taylor)‏ هو سياسي بريطاني (وحمل سابقاً جنسية المملكة المتحدة لبريطانيا العظمى وأيرلندا)، ولد في 23 ديسمبر 1857، وتوفي في 19 سبتمبر 1936. حزبياً، نشط في الحزب الليبرالي. في الانتخابات العمومية البريطانية 1918 ‏، انتخب عضو برلمان المملكة المتحدة الـ31 عن دائرة Dumbarton Burghs (UK Parliament constituency) ‏ (14 ديسمبر 1918 – 26 أكتوبر 1922).